# Wapen van Israël

Wapen van Israël

Het wapen van Israël bestaat uit een schild waarop een menora tussen twee olijftakken en boven het Hebreeuwse woord ישראל ("Israël") staat.

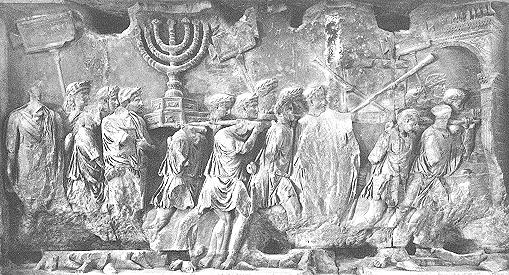
De menora op de Boog van Titus.

De staat Israël nam het wapen in zijn huidige vorm aan in 1948. Het ontwerp was de winnende inzending van een ontwerpwedstrijd; de tekenaars waren de broers Maxim en Gavriel Shamir. Hun ontwerp is wel iets aangepast aan de hand van elementen van andere inzendingen.
De menora is al bijna drieduizend jaar het symbool van het jodendom. Het werd gebruikt in de oude Joodse Tempel in Jeruzalem. De menora in het wapen is de Menora van de tweede Joodse Tempel en is gebaseerd op de afbeelding op de Boog van Titus, die in Rome werd opgericht na de verovering van Jeruzalem in 70 na Christus. De olijftakken zijn een symbool van vrede.
De afbeelding lijkt gebaseerd op Zacharia 4:2-3: "Ik zie daar een kandelaar, geheel van goud, met een oliehouder aan zijn top; hij heeft zeven lampen (…) en er zijn twee olijftakken bij, een aan de rechterzijde van de kandelaar en de andere aan de linkerzijde." Het is echter onbekend of het wapen werkelijk op deze Bijbeltekst is gebaseerd, of dat er sprake is van toeval; de broers Shamir hebben de Bijbeltekst namelijk nooit als de bron van hun werk genoemd.
Afghanistan · Armenië · Azerbeidzjan · Bahrein · Bangladesh · Bhutan · Brunei · Cambodja · China: Volksrepubliek / Republiek (Taiwan) · Cyprus · Filipijnen · Georgië · India · Indonesië · Irak · Iran · Israël · Japan · Jemen · Jordanië · Kazachstan · Kirgizië · Koeweit · Laos · Libanon · Malediven · Maleisië · Mongolië · Myanmar · Nepal · Noord-Korea · Oezbekistan · Oman · Oost-Timor · Pakistan · Palestina · Qatar · Rusland · Saoedi-Arabië · Singapore · Sri Lanka · Syrië · Tadzjikistan · Thailand · Turkmenistan · Turkije · Verenigde Arabische Emiraten · Vietnam · Zuid-Korea

Afhankelijke gebieden: Hongkong · Macau

Betwiste gebieden: Noord-Cyprus